# Фэтс Наварро
Теодор «Фэтс» Наварро (англ. Theodore "Fats" Navarro; 24 сентября 1923 — 7 июля 1950) — американский джазмен-трубач, ставший пионером стиля бибоп в джазовой импровизации в 1940-х. Оказал сильное стилистическое влияние на многих музыкантов, наиболее известным из которых является Клиффорд Браун.

## Биография
Наварро родился в городе Ки-Уэст, штат Флорида. Среди его предков были негры-кубинцы и китайцы. Начал играть на фортепьяно в 6 лет, однако серьёзно не интересовался музыкой вплоть до того, как начал играть на трубе в возрасте 13-ти лет. В детские годы был дружен с Аль Дреасом, ставшим затем известным джазовым барабанщиком. К моменту окончания обучения в школе Дугласса Фэтс принял решение покинуть Ки-Уэст и присоединился к танцевальному коллективу, направлявшемуся на Средний Запад.
Устав от дорожной жизни, попутешествовав со многими бэндами и получив огромное количество разнообразного опыта, поработав со множеством известных джазменов, в том числе и с молодым Джей Джей Джонсоном в Snookum Russell’s territory band, Наварро поселился в Нью-Йорке в 1946 году; тогда и началась его карьера. Помимо прочих он играл с Чарли Паркером, величайшим новатором новой джазовой импровизации. Фэтс не стал участником коллектива Паркера из-за собственных высоких требований в отношении оплаты. Он страдал героиновой зависимостью, что в сочетании с туберкулёзом и проблемой лишнего веса (ему дали оскорбительное прозвище «Толстая девочка») привело к ухудшению здоровья и, в конечном итоге, к смерти в возрасте 26-ти лет.
Фэтс поиграл в биг-бэндах Энди Кирка, Билли Экстайна, Бенни Гудмена и Лайонела Хэмптона, записывался с такими джазменами, как Кенни Кларк, Тэд Дэмерон, Эдди «Столбняк» Дэйвис, Коулмен Хоукинс, Иллинойс Джеккет, Говард Макги и Бад Пауэл.
Чарльз Мингус в своей местами искажающей историческую правду автобиографии «Хуже неудачника» (англ. Beneath the Underdog) утверждает, что их с Фэтсом связывала крепкая дружба, зародившаяся в годы совместных гастрольных путешествий.
Наварро был госпитализирован 1 июля и умер вечером 4 июля 1950 года. Его последнее выступление в дуэте с Чарли Паркером состоялось 1 июля. Его пережили жена Рина (урожденная Кларк; 1927 - 1975) и дочь Линда (1949 - 2014).

## Дискография
```

```

| 1943 - Энди Кирк — «Fare Thee Well Honey» c/w «Baby, Don’t You Tell Me No Lie» (Decca 4449) 1944 - Энди Кирк и его оркестр Live at the Apollo 1944—1947 (Everybody’s EV 3003) - Энди Кирк — Andy’s Jive (Swing House (E) SWH 39) - The Uncollected Andy Kirk — Andy Kirk and his Twelve Clouds of Joy (Hindsight (E) HSR 227) - Andy Kirk and his Orchestra (Caracol (F) CAR 424) 1945 - Энди Кирк и его оркестр (Swing House (E) SWH 130) - Билли Экстайн — Together (Spotlite (E) SPJ 100) - Билли Экстайн — Blues for Sale (EmArcy MG 36029) - Билли Экстайн — The Love Songs of Mr. «B» (EmArcy MG 36030) - V.A. — The Advance Guard of the '40s (EmArcy MG 36016) - Билли Экстайн — You Call It Madness (Regent MG 6058) - Билли Экстайн — Prisoner of Love (Regent MG 6052) 1946 - Энди Кирк — «He’s My Baby» c/w «Soothe Me» (Decca 23870) - Энди Кирк — «Alabama Bound» c/w «Doggin' Man Blues» (Decca 48073) - Билли Экстайн — My Deep Blue Dream (Regent MG 6054) - Билли Экстайн — I Surrender, Dear (EmArcy MG 36010) - V.A. — Boning Up the 'Bones (EmArcy MG 36038) - Билли Экстайн — Mr. B and the Band (Savoy SJL 2214) - V.A. — The Bebop Era (RCA Victor LPV 519) - Фэтс Наварро Memorial — Fats — Bud — Klook — Sonny — Kinney (Savoy MG 12011) - Бад Пауэл, Vol. 2 — Burning in U.S.A., 53-55 (Mythic Sound MS 6002-2) - Фэтс Наварро Memorial, Vol. 2 — Nostalgia (Savoy MG 12133) - V.A. — In the Beginning Bebop! (Savoy MG 12119) - Коулмен Хоукинс — Bean and the Boys (Prestige PR 7824) 1947 - Illinois Jacquet and his Tenor Sax (Aladdin AL 803) - V.A. — Opus de Bop (Savoy MG 12114) - Билли Стюарт/Рэй Абрамс — Gloomy Sunday c/w In My Solitude (Savoy 647) - Милтон Баггс/Рэй Абрамс — I Live True to You c/w Fine Brown Frame (Savoy 648) - V.A. — Jazz Off the Air, Vol. 2 (Vox VSP 310) - The Fabulous Fats Navarro, Vol. 1 (Blue Note BLP 1531) - Фэтс Наварро — Fat Girl (недоступная ссылка) (Savoy SJL 2216) - Чарли Паркер — «Anthropology» (Spotlite (E) SPJ 108) - Коулмен Хоукинс — His Greatest Hits 1939-47, Vol. 17 (RCA (F) 730625) - Коулмен Хоукинс — Body and Soul: A Jazz Autobiography (RCA Victor LPV 501) - V.A. — All American Hot Jazz (RCA Victor LPV 544) | 1948 - Лионель Хэмптон и его оркестр 1948 (Weka (Swt) Jds 12-1) - Lionel Hampton in Concert (Cicala Jazz Live (It) BLJ 8015) - Фэтс Наварро и квинтет Тэда Демерона (Jazzland JLP 50) - The Tadd Dameron Band 1948 (Jazzland JLP 68) - Бенни Гудмен/Чарли Барнет — Capitol Jazz Classics, Vol. 15: Bebop Spoken Here (Capitol M 11061) - The Fabulous Fats Navarro, Vol. 2 (Blue Note BLP 1532) - V.A. — The Other Side Blue Note 1500 Series (Blue Note (J) BNJ 61008/10) - The Complete Blue Note and Capitol Recordings of Fats Navarro and Tadd Dameron (Blue Note CDP 7243 8 33373-2) - Эрл Коулмен — I Wished on the Moon c/w Guilty (Dial 756) - Dexter Gordon on Dial — Move! (Spotlite (E) SPJ 133) 1949 - The Metronome All Stars — From Swing to Be-Bop (RCA Camden CAL 426) - Диззи Гиллеспи — Strictly Be Bop (Capitol M 11059) - Jazz at the Philharmonic — J.A.T.P. at Carnegie Hall 1949 (Pablo PACD 5311-2) - The Amazing Bud Powell, Vol. 1 (Blue Note BLP 1503) - V.A. — 25 Years of Prestige (Prestige PR 24046) - Майлз Дэйвис/Диззи Гиллеспи/Фэтс Наварро — Trumpet Giants (New Jazz NJLP 8296) - Дон Ланфер/Фэтс Наварро/Лео Паркер/Аль Хаидж — Prestige First Sessions, Vol. 1 (Prestige PRCD 24114-2) 1950 - Чарли Паркер — Фэтс Наварро — Bud Powell (Ozone 4) - Чарли Паркер — One Night in Birdland (Columbia JG 34808) - Чарли Паркер — Bud Powell — Fats Navarro (Ozone 9) - Hooray for Miles Davis, Vol. 1 (Session Disc 101) - Miles Davis All Stars and Gil Evans (Beppo (E) BEP 502) - The Persuasively Coherent Miles Davis (Alto AL 701) - Hooray for Miles Davis, Vol. 2 (Session Disc 102) Сборники - 1995: The Complete Blue Note and Capitol Recordings of Fats Navarro and Tadd Dameron (Blue Note) |